# Ronald T. Coutts
Ronald Thomson Coutts (* 19. Juni 1931 in Glasgow; † 19. August 2017 in Edmonton) war ein britisch-kanadischer Pharmakologe.

## Leben
Ronald T. Coutts besuchte die Woodside Secondary School und machte 1955 seinen Bachelor an der Glasgow University. Im Jahr 1959 machte er seinen Ph.D. an der University of Strathclyde. Von 1959 bis 1963 war er an der University of Sunderland tätig, anschließend lehrte er bis 1966 an der University of Saskatchewan, zuletzt war er dort außerordentlicher Professor. Schließlich war Coutts von 1966 bis zu seiner Emeritierung 1997 Professor an der University of Alberta.
Er war Mitglied des Chemical Institute of Canada und der Royal Society of Canada. Coutts verfasste über 350 wissenschaftliche Beiträge und mehrere Fachbücher. Er war verheiratet und hatte drei Kinder.